# Maksim Szostakowicz
Maksim Dmitrijewicz Szostakowicz, ros. Макси́м Дми́триевич Шостако́вич (ur. 10 maja 1938 w Leningradzie) – rosyjski pianista i dyrygent. Syn Dmitrija Szostakowicza.

## Życiorys
Studiował w Konserwatorium Petersburskim u Nikołaja Rabinowicza (dyrygentura) oraz w Konserwatorium Moskiewskim u Jakowa Fliera (fortepian) i Aleksandra Gauka (dyrygentura). Uczył się też u Giennadija Rożdiestwienskiego i Igora Markevitcha. W 1963 roku nawiązał współpracę z Państwową Orkiestrą Symfoniczną ZSRR. Od 1966 roku był dyrygentem, a następnie w latach 1971–1981 pierwszym dyrygentem Wielkiej Orkiestry Symfonicznej Wszechzwiązkowego Radia i Telewizji w Moskwie, z którą w 1969 roku odbył tournée po Stanach Zjednoczonych. W 1968 roku debiutował za granicą ZSRR wraz z London Philharmonic Orchestra. W 1981 roku uciekł podczas podróży koncertowej do Niemiec Zachodnich i wyjechał do USA, gdzie osiadł na stałe. Od 1983 do 1985 roku pełnił funkcję pierwszego dyrygenta orkiestry symfonicznej w Hongkongu. Był dyrektorem artystycznym Hartford Symphony Orchestra (1985–1986) i New Orleans Symphony Orchestra (1986–1991).
Zasłynął przede wszystkim jako interpretator utworów swojego ojca. Był pierwszym wykonawcą zadedykowanego mu przez ojca II Koncertu fortepianowego (1957).